# Nemoria capys
Nemoria capys là một loài bướm đêm trong họ Geometridae.